# Àcid gras trans

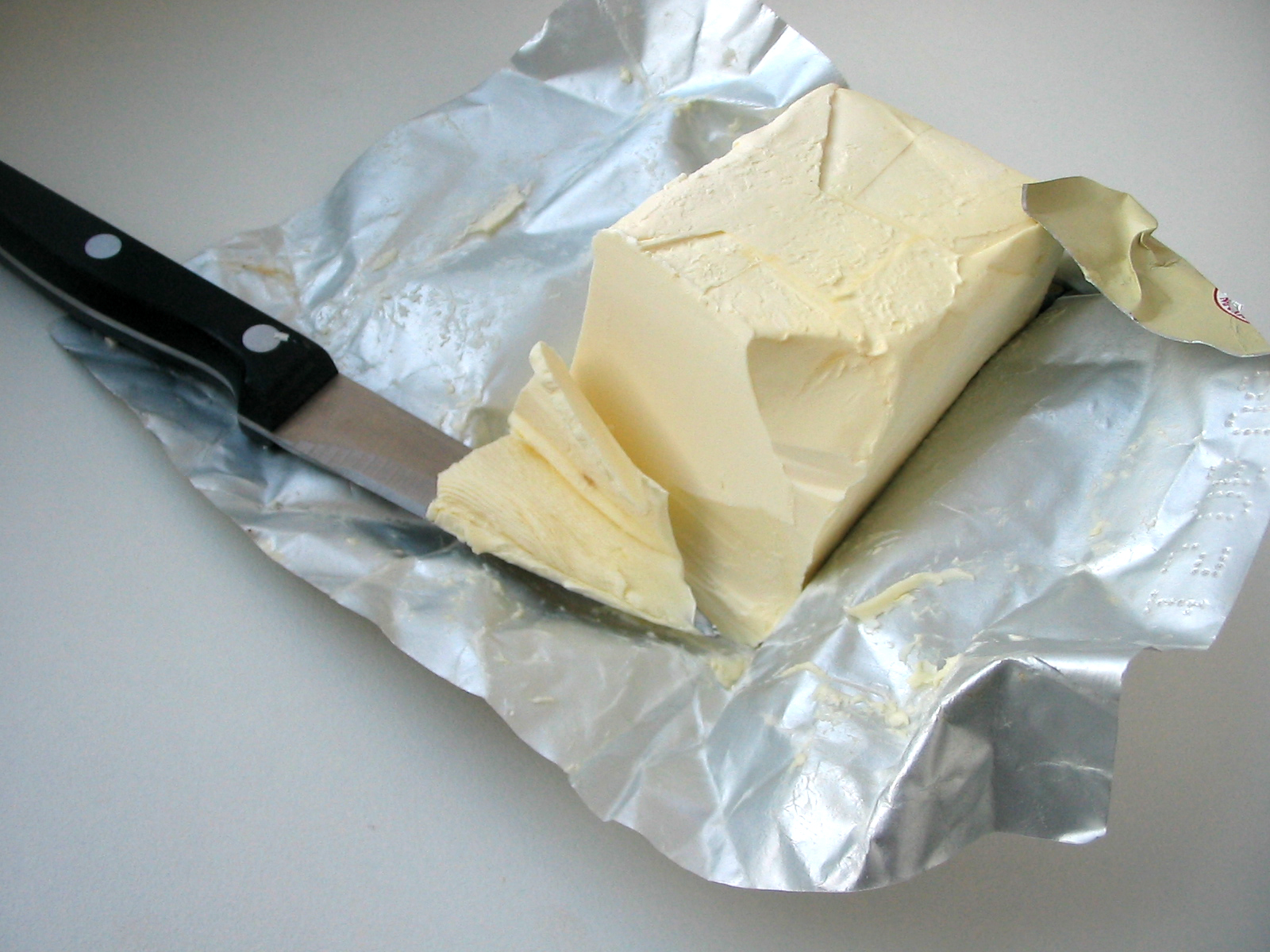
Margarina, que pot contenir greixos trans.

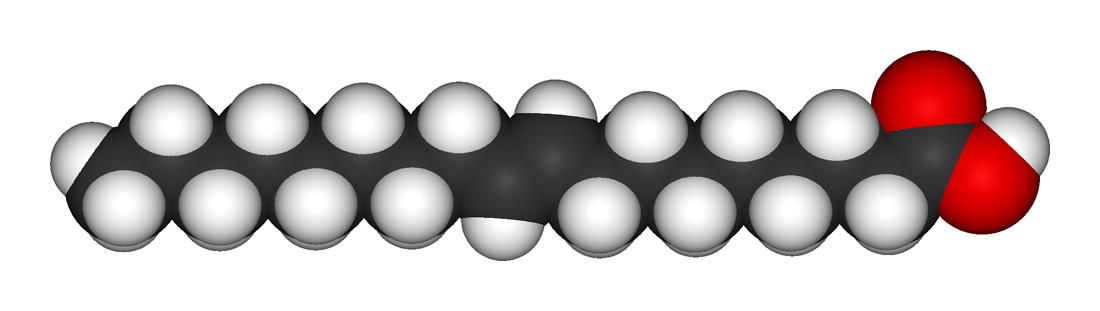
Imatge en 3D de l'àcid ilàidic (Àcid gras trans)

Els àcids grassos insaturats trans o greixos trans són un tipus d'àcid gras que es troba principalment en aliments ultraprocessats com la margarina o els pastissos entre d'altres. Aquest tipus de greix presenta a la seva cadena policarbonatada un o diversos enllaços en disposició trans. Atès que s'ha demostrat que tenen efectes negatius per a la salut, diversos països han aprovat normatives per tal de limitar-ne l'ús.

## Presència natural als aliments
Els àcids grassos trans (AGT) es troben de manera natural en la llet i en la carn de remugants (el 3-6% del total dels àcids grassos en el cas del vaquí i en una proporció més alta en l'oví i el caprí) per l'absorció d'AGT produïts pels microorganismes del rumen. D'aquest grup d'AGT naturals, en destaquen els isòmers conjugats de l'àcid linoleic (CLA, en anglès) als quals s'atribueixen efectes saludables. També són presents de manera natural en els olis vegetals en quantitats inferiors a l'1%.

## Contaminant de procés
Els àcids grassos trans també es formen en el procés d'hidrogenació parcial que es realitza sobre els greixos vegetals (amb insaturacions cis) per a utilitzar en diferents aliments, amb el fi de solidificar-los. Històricament, l'obtenció de greixos sòlids, com ara les margarines i les minarines, a partir d'olis vegetals líquids s'havia realitzat mitjançant la tècnica d'hidrogenació catalítica. Aquesta tècnica consisteix a introduir hidrogen i catalitzadors a l'oli líquid a fi de reduir els dobles enllaços, que donen la consistència líquida, a enllaços simples. El propòsit és transformar els olis líquids en sòlids per augmentar la durada de conservació i l'estabilitat del greix (els àcids insaturats són fàcilment oxidables) que la indústria alimentària utilitza com a ingredient. El resultat és una mescla semisòlida de greixos saturats i insaturats, però aquesta tècnica té l'inconvenient inevitable que la majoria dels àcids grassos insaturats canvien la configuració dels seus dobles enllaços cis a trans.

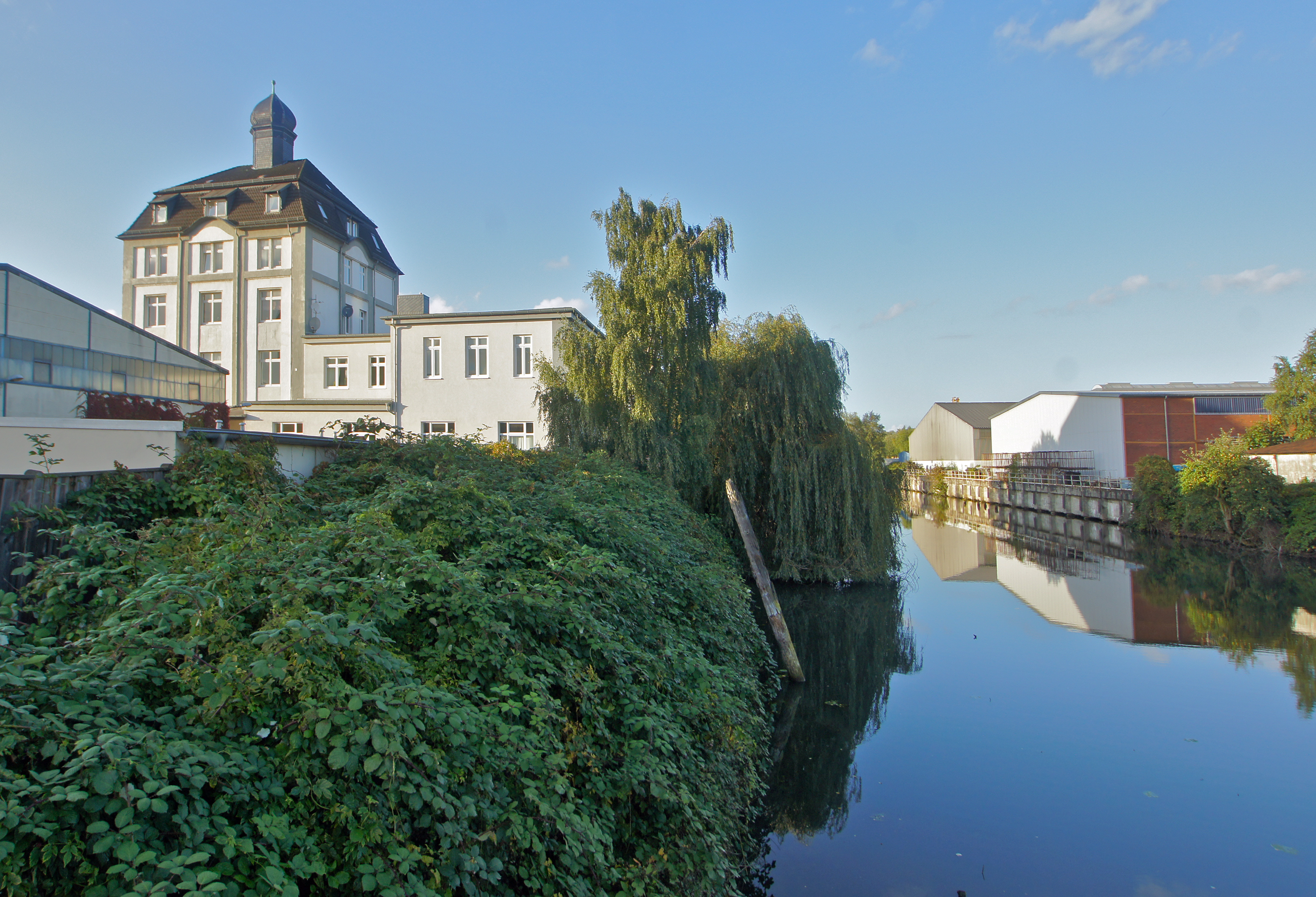
Antiga fàbrica de greixos alimentaris de la Companyia Heinrich Schlinck al Canal Jaffe Davids a Wilhelmsburg

El 1882, Heinrich Schlinck (1840-1909), un industrial alemany va ser un dels primers que va desenvolupar vers la fi del segle xix un procediment industrial per a transformar l'oli de coco en greix sòlid estable. Actualment, la indústria alimentària ha aconseguit posar al mercat margarines que contenen una proporció d'AGT inferior a l'1%, en comparació amb les del passat que podien contenir fins a un 60%.
Aquestes margarines es poden elaborar per dues vies. La primera, la més utilitzada per fabricar margarines destinades al consum directe, és una mescla d'olis insaturats i d'olis vegetals solidificats que tenen un baix contingut d'AGT (12-17%) obtinguts per mitjà de noves tècniques d'hidrogenació, que combinen l'efecte d'altes pressions amb temperatures baixes i l'ús de nous catalitzadors. La segona via, especialment utilitzada per a l'elaboració de les margarines destinades a un ús industrial, és una mescla d'olis vegetals rics en greixos saturats (oli de coco i de palma) amb altres rics en insaturats, que comporta un nivell més elevat d'AGT.
Els AGT també es poden formar durant el tractament tèrmic d'olis i greixos; per exemple, durant el refinatge, el fregit, la cocció o el rostit. La proporció i el tipus d'isòmers formats depèn de la temperatura i la durada del tractament

## Estructura
Atès que els dobles enllaços són estructures rígides, les molècules que els contenen poden presentar-se en dues formes: cis (Z) i trans (E). Els isòmers trans tenen els grups semblants o idèntics en cantons oposats respecte al doble enllaç, mentre els cis els tenen a la mateixa banda.
| Diagrama de l'estructura molecular de diversos àcids grassos                          | Diagrama de l'estructura molecular de diversos àcids grassos                                            | Diagrama de l'estructura molecular de diversos àcids grassos                                              |
| Àcids grassos saturats                                                                | Àcid gras Cis-insaturat                                                                                 | Àcid gras Trans-insaturat                                                                                 |
| ------------------------------------------------------------------------------------- | --- | --- |
| Àcids grassos saturats                                                                | Àcid gras Cis-insaturat                                                                                 | Àcid gras Trans-insaturat                                                                                 |
| àtoms de carboni saturats (cada un amb 2 hidrògens) units mitjançant un enllaç simple | àtoms de carboni insaturats (cada un amb 1 hidrogen) units mitjançant un enllaç doble. Configuració cis | àtoms de carboni insaturats (cada un amb 1 hidrogen) units mitjançant un enllaç doble. Configuració trans |

L'estructura tridimensional de la molècula és diferent si hi ha un doble enllaç cis o trans, ja que, mentre si aquest és trans, la molècula continua sent lineal, l'enllaç cis li produeix un colze en aquest punt, com es veu a la figura següent:

## Efectes sobre la salut
Hi ha evidència elevada que el consum elevat d'AGT, de la mateixa manera que els àcids grassos saturats (AGS), condueix a un augment de la concentració sèrica de colesterol LDL (LDL-C o colesterol dolent). Aquest efecte és lineal i s'associa a un risc de malaltia coronària. Encara no és clar si l'efecte dels AGT sobre l'LDL-C és diferent del que s'observa amb els AGS. Tampoc no hi ha una evidència clara de si hi ha diferències sobre els risc coronari entre els AGT d'origen animal i els d'origen industrial quan es consumeixen en la mateixa proporció.
A més hi ha proves que el consum de dietes d'AGT condueix a una disminució sèrica de colesterol HDL (HDL-C o colesterol bo) i a un increment dels àcids triglicèrids, comparat amb el consum de dietes que contenen AGS i AG cis-monoinsaturats i cis-poliinsaturats. Aquests efectes són lineals i s'associen a un increment del risc de malalties cardiovasculars. També hi ha proves que els AGT d'origen animal tenen efectes adversos sobre els lípids sanguinis i les lipoproteïnes similars als observats en el cas dels d'origen industrial quan es consumeixen en la mateixa quantitat. No hi ha una evidència clara que els AGT tinguin efectes sobre la pressió sanguínia, la funció hemostàtica i la sensibilitat a la insulina. Tampoc no sembla que tinguin relació amb malalties com el càncer, la diabetis o l'al·lèrgia. L'Organització Mundial de la Salut considera que hi ha proves probables d'un increment del risc de diabetis i de mort cardíaca sobtada, a més d'una evidència convincent d'un increment del risc de malaltia coronària.

## Normativa
Com que no hi ha proves que el consum de CLA tingui un efecte beneficiós sobre la salut, com ara la disminució de greix corporal o la millora del sistema immunitari. i moltes proves d'efectes negatius, moltes països dicten normes per tal de minvar o d'eliminar l'ús d'AGT. L'ésser humà no en sintetitza ni són essencials per a cap funció. No són necessaris: la seva única utilitat és econòmica i rau al fet d'augmentar la conservabilitat. L'Autoritat Europea de Seguretat Alimentària en recomana la ingesta més baixa possible. Dinamarca, Suïssa, Àustria han prohibit la presència de més d'un 2% d'AGT, excepte pels AGT que es trobin de manera natural als greixos d'origen animal. El 2007, Regne Unit van concloure un conveni amb la indústria per a eliminar tot els AGT.
L'AESAN (Espanya) va preparar una llei que a l'inici preveia limitar el contingut d'AGT a 2 grames per 100 g d'oli o de greix i desaconsella de vendre a les escoles aliments amb un alt contingut en AGT. La llei que va ser aprovada pel Congrés dels Diputats el 16 de juny de 2011 i prohibeix la venda a les escoles de productes amb alt contingut en AGT o sucre. Nogensmenys queda molt a favor de la indústria. Contràriament a altres països europeus, l'article 43 no imposa cap normativa, només “incita” la indústria alimentària a minimitzar la formació d'AGT als procediments de producció i de tenir un registre accessible a l'administració relatiu al contingut en AGT dels productes. Segons el preàmbul, el registre - només accessible per l'administració de l'estat - ha de servir per «poder tenir un coneixement exhaustiu d'aquest tipus de substàncies i facilitar, al futur, a la llum dels coneixements científics […] l'establiment d'instruments normatius flexibles i àgils per tal d'imposar limits màxims de presència d'aquesta substància als aliments»
Segons una directiva europea, des del 2013 l'etiquetatge de tots els aliments envasats, excepte els vins i licors, haurà d'explicitar la sal, el sucre i els greixos.